# Rhizobium leguminosarum
Rhizobium leguminosarum es una alfa-proteobacteria que tienen la particularidad de sintetizar una proteína que reduce el nitrógeno a amonio en condiciones de microaerobiosis, la nitrogenasa. Se encuentran viviendo en el suelo en forma de vida libre, aunque más comúnmente se asocian a plantas formando una asociación simbiótica en la que las dos partes obtienen un beneficio. Es capaz de infectar las raíces de algunas leguminosas e inducir la formación del nódulo radicular. En este nuevo órgano las bacterias, ahora denominados bacteroides, se especializan en la fijación de nitrógeno atmosférico, proveyendo a la planta de este elemento esencial. A cambio la planta suministra a los bacteroides carbono en forma de ácidos orgánicos y otros elementos que el microorganismo deja de sintetizar en simbiosis. Rhizobium leguminosarum es capaz de infectar la raíz e inducir la formación de nódulos en los géneros Vicia, Pisum, Lens, Lathyrus, Trifolium y Phaseolus.

La especie R. leguminosarum está subdividía en tres biovares según la presencia de diferentes plásmidos, y en cada biovar podemos encontrar varias cepas que presentan varias diferencias genéticas:
- R. leguminosarum biovar viciae
- R. leguminosarum biovar trifolii
- R. leguminosarum biovar phaseoli

En Rhizobium spp., la mayoría de los genes que controlan la nodulación, específicamente con los huéspedes, y la fijación de nitrógeno están localizados en grandes plásmidos transferibles llamados plásmidos sym. En el caso de Rhizobium leguminosarum estos plásmidos se pueden perder muchas veces de manera espontánea y también pueden experimentar rearranjamentos que resultan en la pérdida de su capacidad simbiótica.